# Зуб, Мечислав
Мечи́слав Зуб (пол. Mieczysław Zub; 10 октября 1953, д. Кшечин-Малый, Силезское воеводство, ПНР — 29 сентября 1985, Краков, Краковское городское воеводство, ПНР) — польский серийный убийца, также известный как «Фантомас», признанный виновным в совершении в 1977 — 1983 годах 4 убийств и 13 изнасилований девушек и женщин. Покончил с собой вскоре после оглашения приговора.

## Биография
О ранней биографии серийного убийцы сведений мало. Мечислав Зуб родился 10 октября 1953 в деревне Кшечин-Малый, после службы в армии поступил на работу в милицию. Первое преступление Зуб совершил 29 ноября 1977 года в окрестностях города Свентохловице. Используя свою милицейскую форму, преступник под надуманным предлогом заманил в безлюдное место 14-летнюю девочку, где под угрозой пистолета изнасиловал её. Тогда будущий серийный убийца отпустил жертву. Несмотря на написанное позже девочкой заявление, Зуб остался безнаказанным, так как никто не смог предположить, что преступник является действующим сотрудником правоохранительных органов.
В течение следующего года Зуб, также используя милицейскую форму, изнасиловал ещё нескольких женщин. Тем не менее нападение на 44-летнюю женщину, совершенное преступником в сентябре 1978 года, оказалось неудачным, жертва оказала активное сопротивление и вынудила Мечислава ретироваться.  Всего через несколько недель после этого Зуб был уволен из милиции с официальной формулировкой «за дисциплинарные проступки». Тогда он на два года прекратил преступную деятельность, женился и завёл ребёнка.
Тем не менее 19 сентября 1980 года в городе Руда-Слёнска преступник совершил нападение на очередную жертву. Поздним вечером девушка возвращалась со второй смены, когда проходивший мимо Зуб внезапно набросился на неё и изнасиловал. В ходе нападения жертва потеряла сознание, чем спасла свою жизнь, тем не менее она не стала писать заявление в милицию и насильник в очередной раз остался безнаказанным. В течение последующего года «Фантомас» совершил ещё несколько изнасилований, однако большинство жертв отказались подавать заявления, а правоохранительные органы в то время были сосредоточены на поимке другого преступника по прозвищу «Франкенштейн», действовавшему в той же местности.
Первое убийство, по собственным словам, Зуб совершил случайно, находясь в состоянии алкогольного опьянения, вечером 19 ноября 1981 года в том же городе Руда-Слёнска он напал с целью изнасилования на 19-летнюю Ядвигу Б., находящуюся на восьмом месяце беременности. Та пыталась оказать сопротивление насильнику, и Зуб, по собственным словам, «не рассчитав сил», задушил девушку, после чего похитил с места преступления золотое кольцо и наручные часы жертвы. Через четыре месяца —  3 марта 1982 года жертвой Зуба стала 25-летняя Катажина Б, которую преступник изнасиловал и задушил в Катовицех. 18 ноября 1982 года Зуб совершил очередное нападение с летальным исходом в Руде-Слёнской, жертвой стала 16-летняя Эльжбета М.

## Арест, суд и самоубийство
6 января 1983 года последней жертвой Мечислава Зуба стала 23-летняя Эльжбета С., которую преступник убил в городе Сосновец. В начале марта того же года при совершении очередного нападения на жертву Зуб потерял на месте преступления свой служебный пропуск, позволяющий ему проходить на территорию завода «Ferrum», на котором он в тот момент работал загрузчиком металлолома. В результате сотрудникам правоохранительных органов в течение нескольких дней удалось установить личность и местонахождение убийцы, и 8 марта 1983 года он был арестован.
Первоначально Зуб признался лишь в совершении последнего изнасилования, однако вскоре он был опознан выжившими жертвами, которые всё же подали заявления в милицию, а следователи предъявили ему результаты анализов биологических следов, оставленных на месте совершённых убийств. Тогда Зуб во всём признался и начал давать показания. На суде, длившемся несколько месяцев, серийный убийца вёл себя вызывающе, оскорблял и освистывал присутствующих: как прокуроров и судей, так и родственников жертв. Он многократно удалялся из зала заседаний. Во время оглашения приговора, согласно которому он был признан виновным в совершении 32 нападений на женщин, в том числе 13 изнасилований и 4 убийств, Зуб освистывал судью и распевал нецензурные песни, за что был удалён из зала. В конечном итоге в декабре 1984 года Мечислав Зуб был приговорён к смертной казни через повешение. Через несколько месяцев Верховный суд ПНР утвердил смертный приговор Зуба, отказав ему в помиловании.
Вскоре после утверждения приговора, 6 августа 1985 года Мечислав Зуб предпринял неудачную попытку самоубийства в одиночной камере в тюрьме Монтелюпих, но был вовремя обнаружен охранниками и спасён. Тем не менее через полтора месяца — 29 сентября того же года — ему всё же удалось свети счёты с жизнью, повесившись в той же камере, где он предпринял первую попытку суицида.